# 二里头夏都遗址博物馆
34°40′59″N 112°41′18″E / 34.68311°N 112.68832°E
二里头夏都遗址博物馆是一座主要展示二里头遗址考古成果的博物馆，位于河南省洛阳市偃师区翟镇四角樓村，北距二里头遗址保护区约300米，南临古城快速路。该博物馆由洛阳市政府与中国社会科学院考古研究所共建、共管。

## 历史
自1959年开展发掘工作以来，二里头遗址保护设施落后，出土文物库藏、整理、保护和研究场所十分简陋，一直未开展展示工作，亟须加强保护和展示工作。在该处建设博物馆的工作已多次提上议事日程，时至2017年2月，方才基本敲定建设方案。 2017年6月11日，二里头遗址博物馆项目奠基，9月2日正式动工建设。2018年10月主体结构封顶。2019年10月19日举行开馆仪式，10月20日起对公众免费开放。开馆首日，全天共接待游客3.8万人次。 
截至10月27日，接待游客超过11万人次。

## 布局

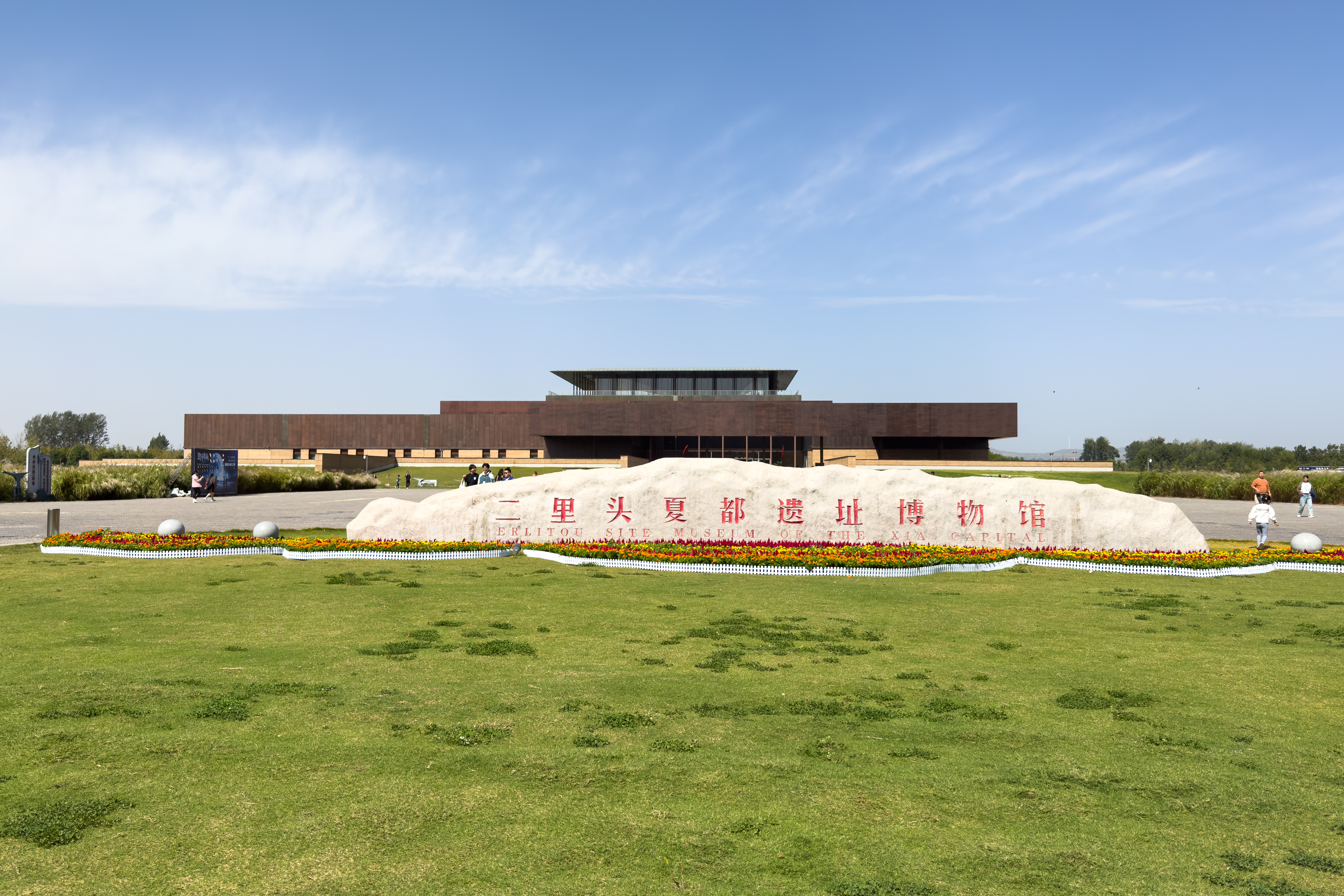
博物馆正门

该博物馆占地面积约246亩，总建筑面积为31781平方米，包括公共区域、业务区域、行政区域及早期中国研究中心四个部分，整体为钢框架结构，总高度为22.9米。 博物馆建筑由同济大学李立教授团队设计。 该博物馆建筑大体量使用夯土和紫铜装饰。博物馆的四周延伸出来的建筑和博物馆一楼外围的装饰面材料均为夯土，共使用夯土4000立方米。一层夯土装饰之上，博物馆二楼的内、外立面和屋顶装饰均使用了做旧紫铜装饰板，总面积超过3万平方米。博物馆二楼的内、外立面的铜装饰板有22983块，屋顶有4659块。 博物馆有五个常设展厅，第一、第二、第三展厅在一楼，第四、第五展厅在二楼，二楼还有两个临时展厅。

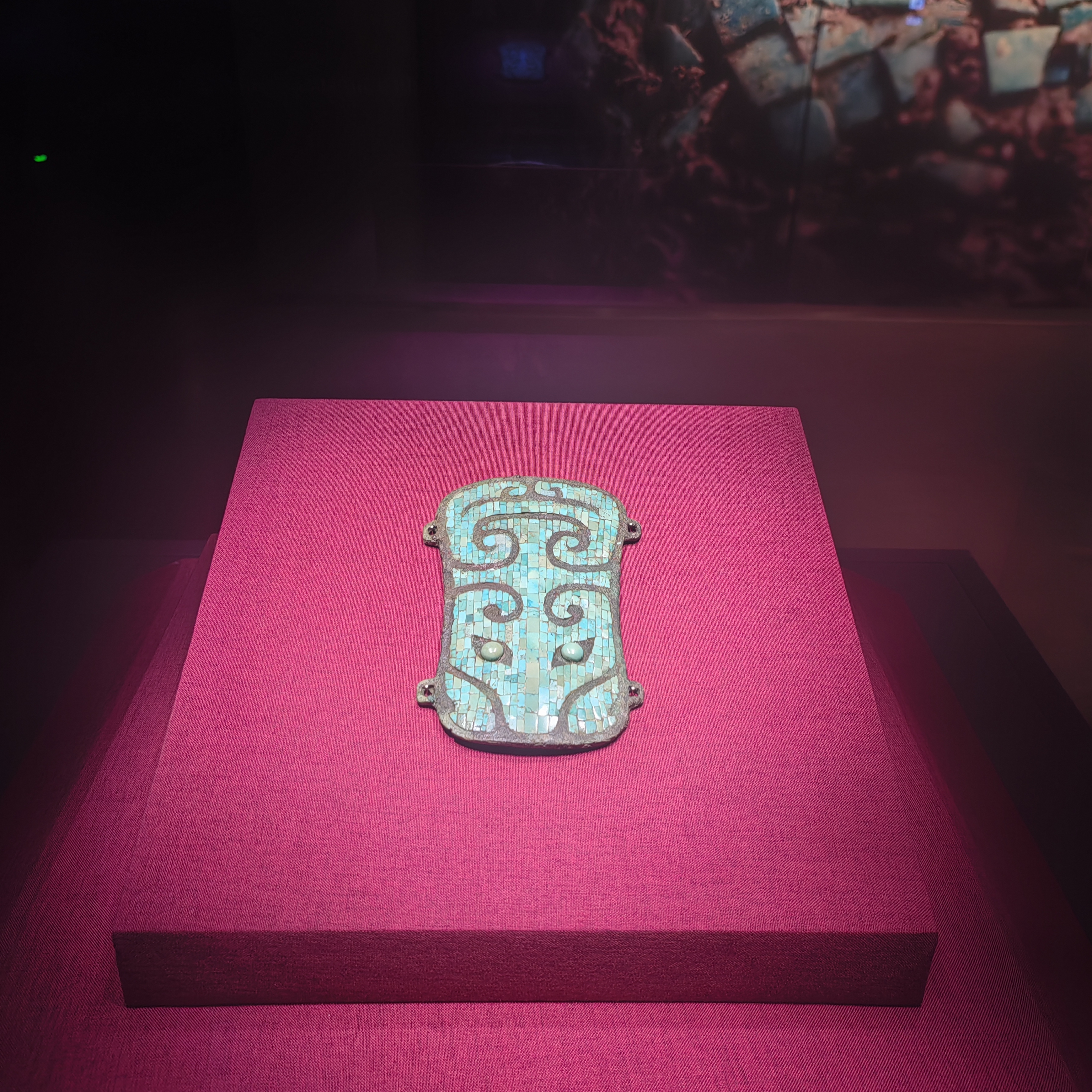
鑲嵌錄松石獸面紋銅牌飾
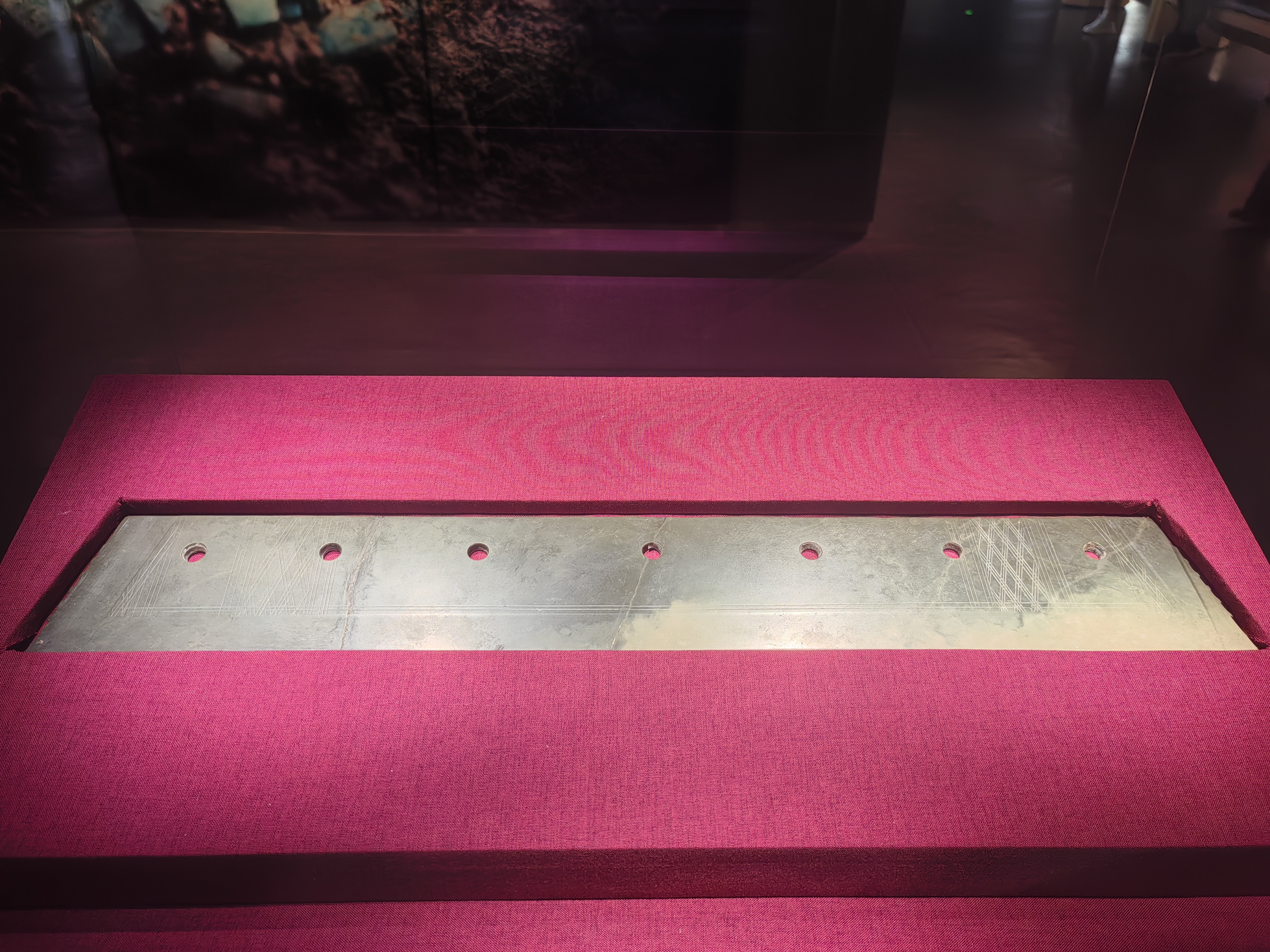
七孔玉刀
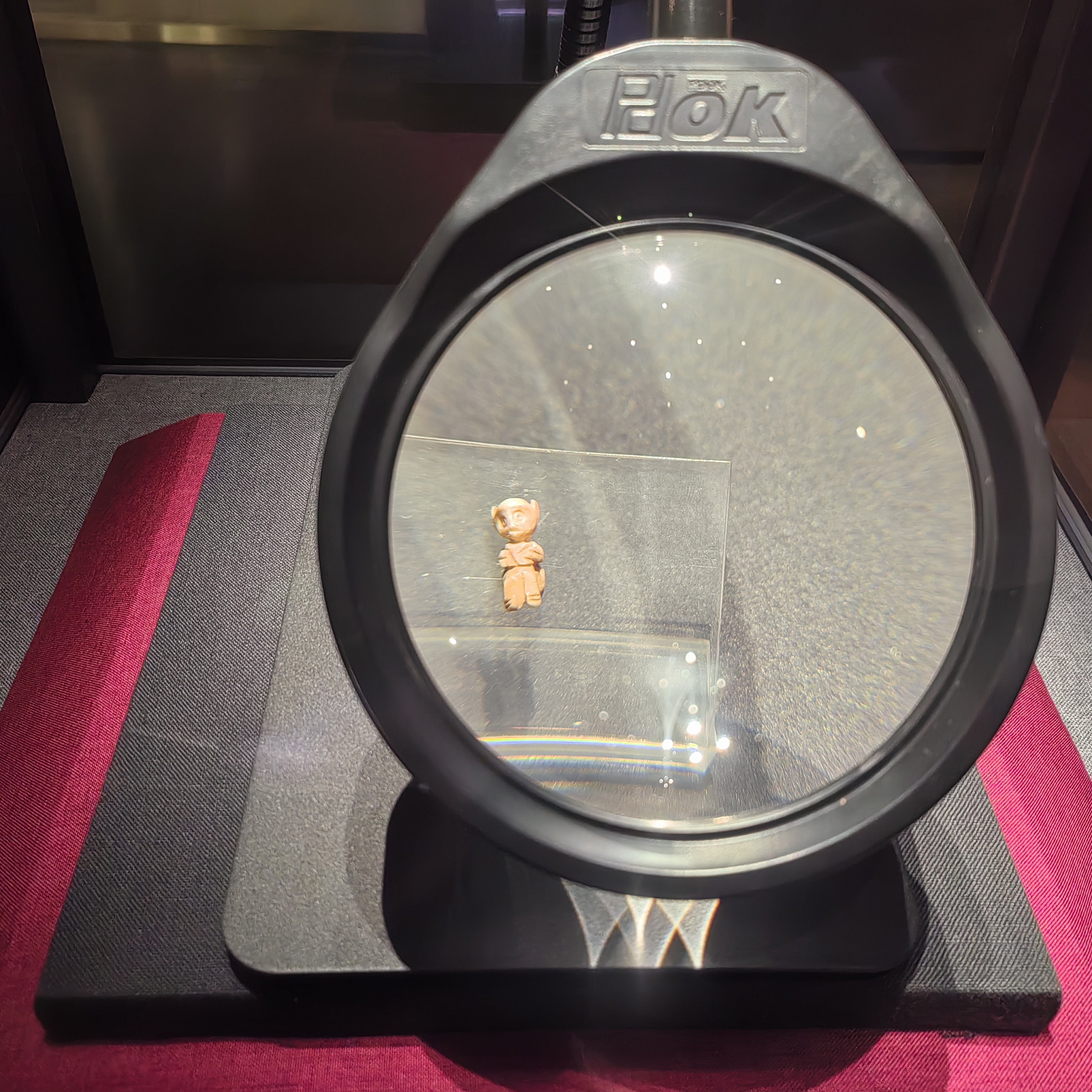
骨猴
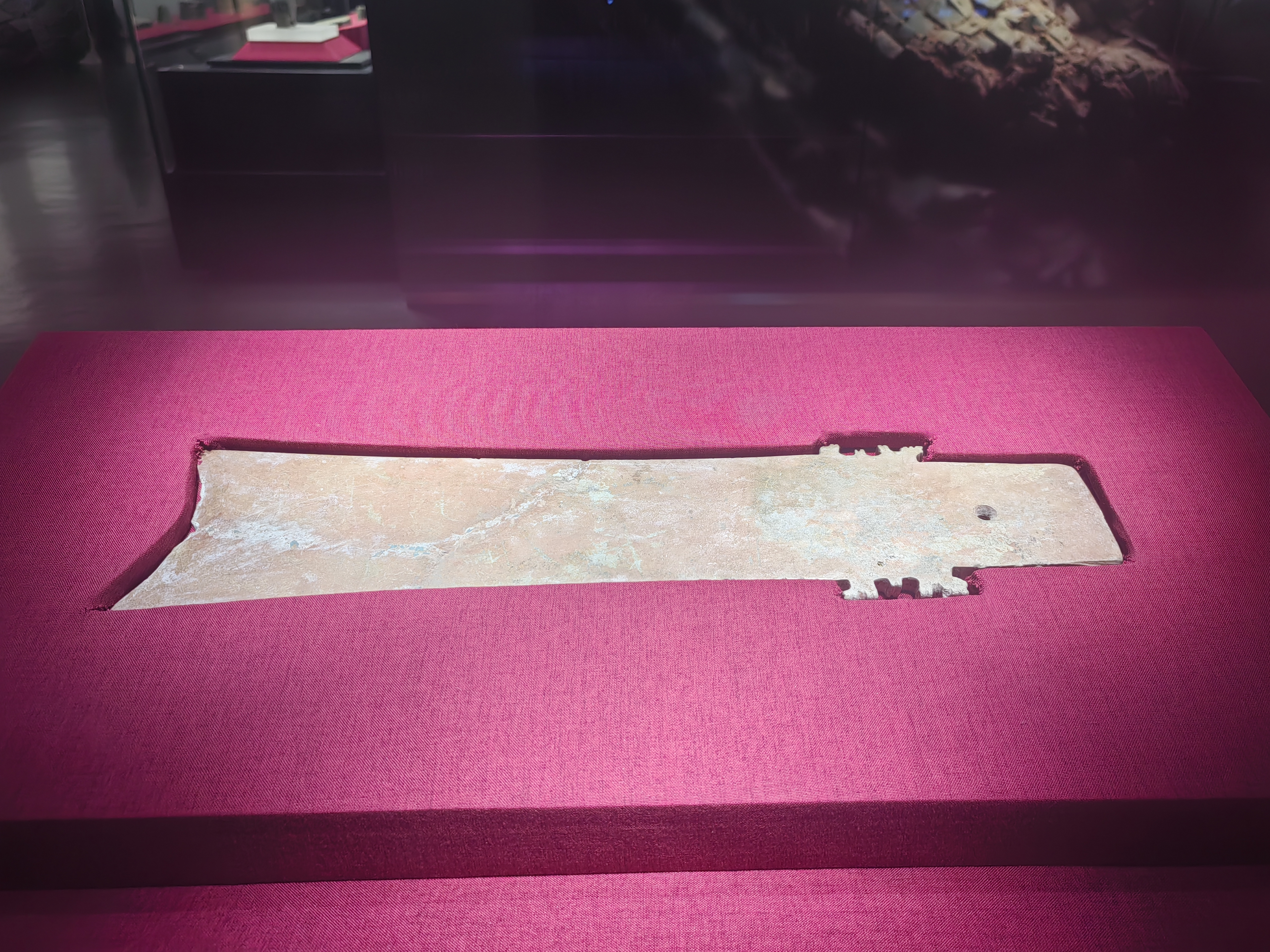
龙形玉璋
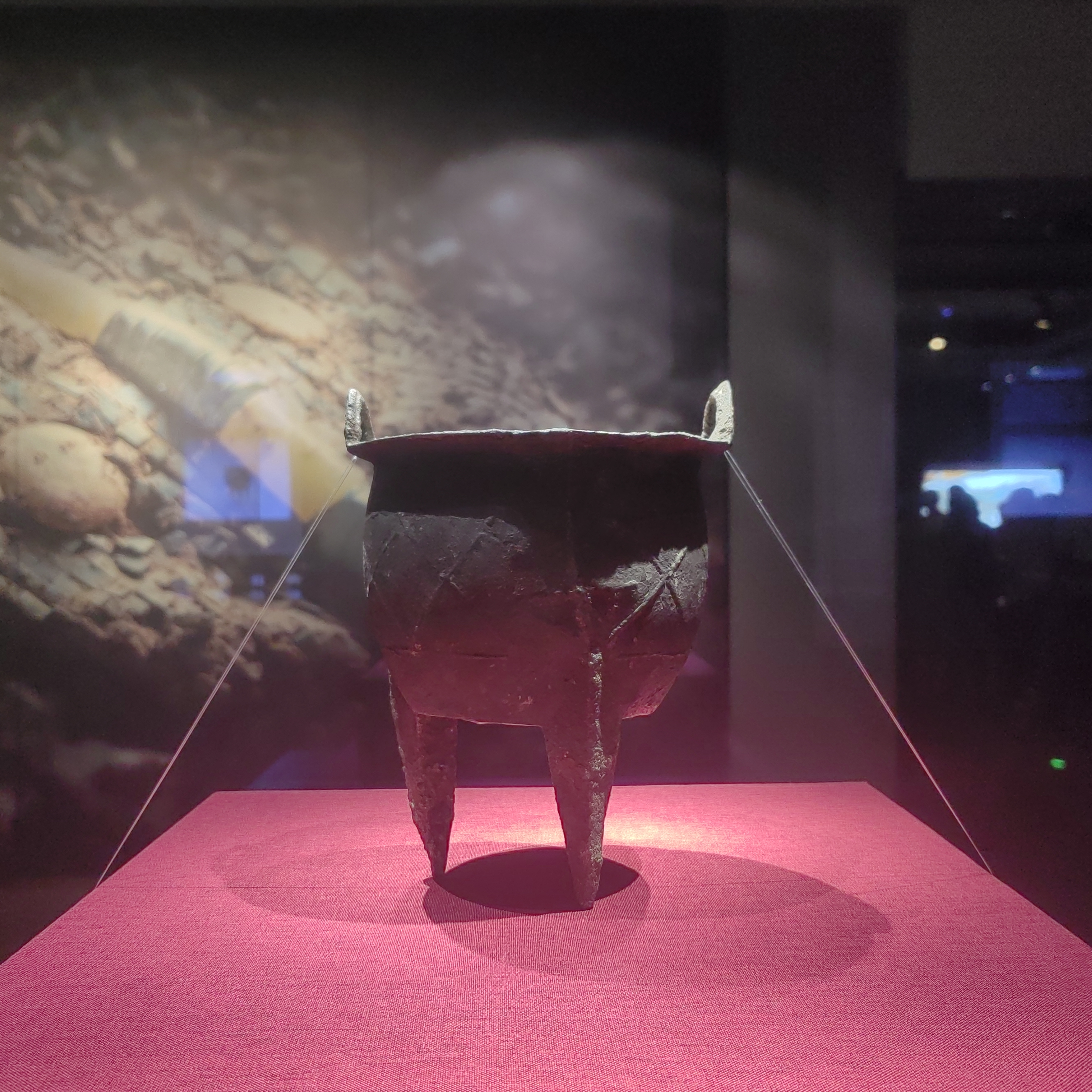
網格紋銅鼎
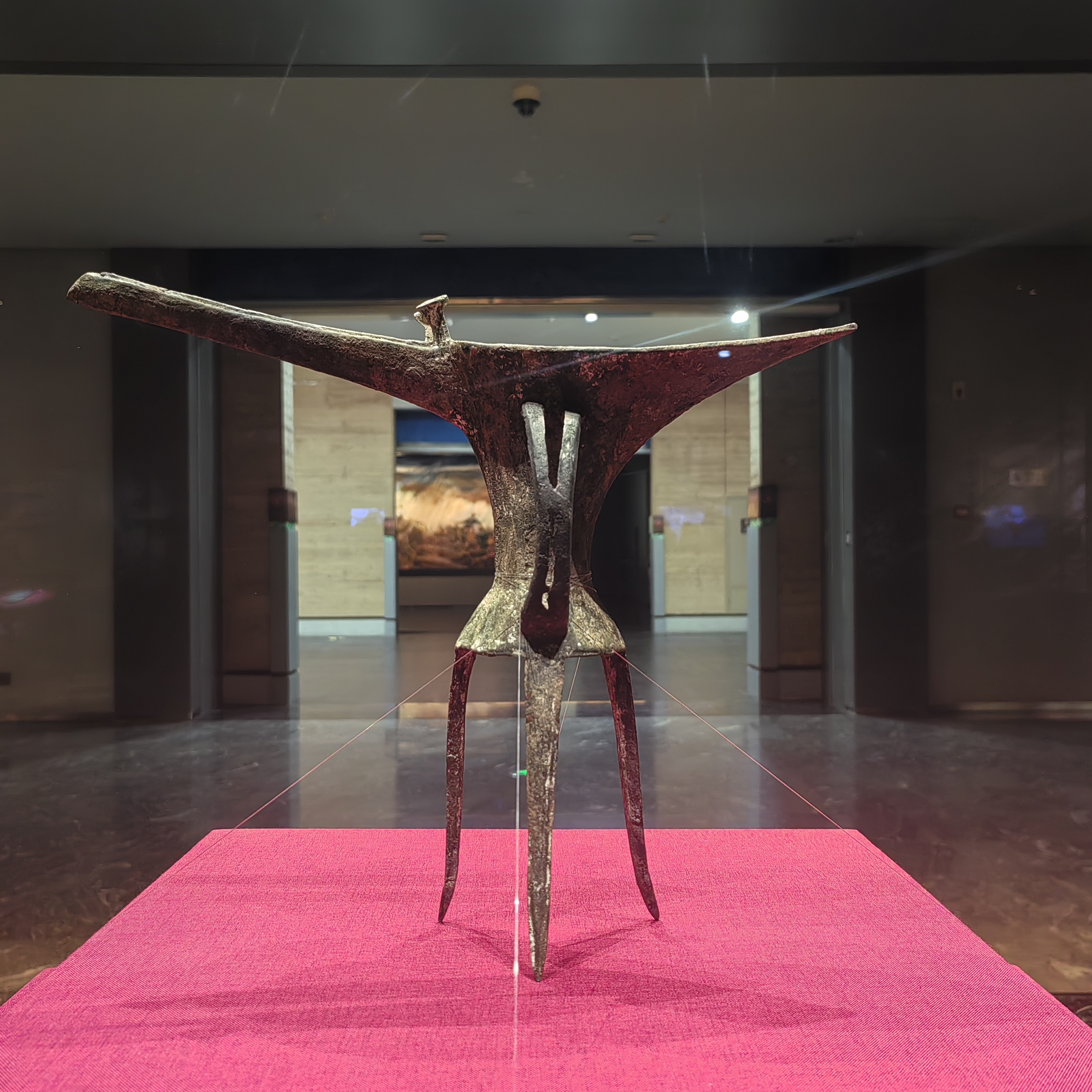
乳钉纹銅爵

## 名称
该馆以“二里头遗址博物馆”的名义于2017年6月11日开工奠基。尽管2017年4月中国国家文物局在批复时建议该遗址博物馆名称中应不含“夏都”，二里头遗址博物馆还是在2019年7月被洛阳市政府更名为“二里头夏都遗址博物馆”。
由于缺乏当时自证是“夏”的文字材料佐证，考古学家无法肯定二里头是“夏都”还是“商都”，只能确认这是一个广域王权国家的遗存。 中国社科院考古所研究员、二里头考古工作队第三代队长许宏认为“二里头极有可能是夏，最有可能是夏，但是你让我说它肯定就是夏，有违我作为一个学者的科学理念和底线！”，对“二里头夏都遗址博物馆”这个命名，他表示“‘夏都’这两个字是带有极大的不确定性的；在这种情况下，在一个博物馆馆名这样偏正式的定义，这样的场合中，是不是该放？是有争议的”。